# Przylądek Marroquí

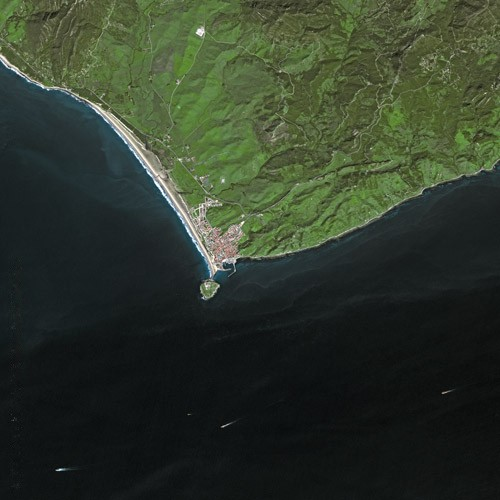
Zdjęcie satelitarne przylądka

Przylądek Marroquí (Punta Marroqui, Punta de Tarifa) – przylądek w Hiszpanii położony nad Cieśniną Gibraltarską. Sięga 36°00'00.3"N 5°36'37.3"W. Jest to najdalej na południe wysunięty punkt Półwyspu Iberyjskiego i równocześnie lądowej części Europy. Oblewany wodami Cieśniny Gibraltarskiej. Stosowana niekiedy nazwa Przylądek Tarify pochodzi od miejscowości o tej samej nazwie, położonej na samym przylądku.